# 今野宏美
今野宏美（日语：／ Konno Hiromi，1975年9月13日—），日本女性配音員、旁白。出身於北海道千歲市。青二Production所屬。身高152cm。O型血。

## 來歷
札幌大學經濟學部經濟學科畢業。
1997年1月19日，參加遊戲《青澀之戀》配音出道，與當時跟她也是Marcus所屬及一樣經由一般公開徵選的鈴木麗子、岡田純子、岡本麻見、牧島有希、西口有香共6人稱「兔子組」。並與已經是青二Production所屬的鈴木麻里子、豐嶋真千子、小田美智子、前田愛、滿仲由紀子共12人一起共稱「SG Girls」。
轉往加入青二Production之後。2002年，今野以電視動畫《奇鋼仙女樓蘭》主角樓蘭第一次獲得主演機會。次年2003年，她以電台節目（文化放送）主持人的身分，跟另外3位主持人（加藤奈奈繪、古山貴實子、清水愛），還有3位從徵選會合格的白石涼子、日永田麻衣及增山鈴乃音總共7人一起組成聲優組合「Pastel」。2004年隨著電台節目終了原本一度解散，但在2016年1月再結成。
2007年，今野以《鬼太郎 (第5作)》的貓女和《幸運☆星》的小神晶受到矚目。

## 人物
興趣：高爾夫、加壓訓練。擅長方言：北海道方言。

## 演出
粗體字表示主要角色。

### 電視動畫
年份不詳
- 櫻桃小丸子 (第2期)（矮子、隔壁班的女生 等）

1998年
- 異次元的世界
- 青澀之戀（山本琉璃香）

2000年
- 銀河冒險戰記（飛行員）
- 爆裂戰士戰藍寶（小黑）

2001年
- 櫻桃小丸子 (第2期)（鋼琴老師、店員）
- 仰天人間（日语：仰天人間バトシーラー）（／）
- 新白雪姬傳說（美子）
- 戰鬥陀螺（女、美女A）
- 快樂印表機（日语：まみむめ★もがちょ）

2002年
- 櫻桃小丸子 (第2期)（明美〈第2代〉、花店店員、電梯小姐、男孩子A）
- 水瓶戰記 Sign for Evolution（女孩子A）
- 奇鋼仙女樓蘭（日语：奇鋼仙女ロウラン）（樓蘭）
- 最終兵器彼女（理惠）[注 1]

2003年
- 戰鬥陀螺G（瑪契爾達）
- 驚爆危機？校園篇（西野梢、工藤詩織）

2004年
- 去吧！墮落三人組（日语：ズッコケ三人組#アニメ『それいけ! ズッコケ三人組』）（荒井陽子）
- 偵探學園Q（立木亞里沙）
- 鼻毛真拳（提子女）

2005年
- AIR（土豆[7]、女孩子）
- 機動新撰組 萌之劍 TV（朱雀）
- 驚爆危機！The Second Raid（工藤詩織）
- 鼻毛真拳（夏伊納）
- 青檸色之戰奇譚 X CROSS ～請教我談戀愛。～（紅糸）

2006年
- 天使心（塔尼亞）
- 少年陰陽師（太陰）
- 麵包超人（的小孩B）
- 完美小姐進化論（拉賽奴 等）
- 異域傳說 The Animation（百式觀測機）

2007年
- 黑輪君（日语：おでんくん）（紅傘女子）
- 鬼太郎 (第5作)（貓女、小牆怪）
- 真仙魔大戰（彌勒）
- 新楓之谷（瑪倫）
- 幸運☆星（小神晶[8]）
- 悲慘世界 少女珂賽特（瑪麗）

2008年
- 守護甜心！（依琉）
- 守護甜心!! 心跳（依琉）
- SKIP BEAT！華麗的挑戰（寶田瑪麗亞）
- 野良耳2（日语：のらみみ）（3克朗）
- 波菲的漫長旅程（珂莉娜）
- 魔法使的條件 ～夏日天空～（西原瑠璃子）
- 小on（日语：ユメミル、アニメ「onちゃん」）（小ok）
- 小雙俠 (2008年版)（美紀）

2009年
- KIDDY GiRL-AND（利特夏）
- 守護甜心！派對！（依琉）
- 守護甜心!!!心跳不已（依琉）
- 小小守護甜心！（依琉）
- SKIP BEAT！華麗的挑戰（衣裝人員）
- 仰望天空的少女瞳中的世界（今村涼芽）
- 夏日風暴！（咖啡店員）
- 戰鬥陀螺 鋼鐵奇兵（唯）
- ONE PIECE（戰士、女戰士）

2010年
- 動物偵探奇魯米（櫻Sakuyo）
- 聖誕之吻SS（中多紗江）
- 魔術快斗（記者）
- 小on Season 2（小ok）

2011年
- 蠟筆小新（凱特）
- 數碼寶貝合體戰爭（露娜獸）
- 數碼獸合體戰爭 邪惡的死亡指揮官與七個王國（露娜獸）
- 日常（博士[9]）
- 碎之星（珊瑚）
- 魔術快斗（館內廣播、魔鏡的聲音）
- 未來日記（上下竈〈8th〉）

2012年
- 一起一起這裡那裡（深山佳奈）
- 聖誕之吻SS+ plus（中多紗江）
- 即興動畫研究所（日语：アドリブアニメ研究所）（座敷童子老師）
- -Saki- 阿知賀篇 episode of side-A（小走八重）
- Dumomo & Nupepe（日语：ズモモとヌペペ）
- 探險托里蘭托（奇諾比）
- 數碼寶貝合體戰爭 穿越時空的少年獵人們（小紙箱獸）
- 魔術快斗（女主播、水晶球的聲音）

2013年
- 境界的彼方（神原彌生）
- 探險托里蘭托（雷賓納斯）
- 探險托里蘭托 -千年真寶-（小奇諾比）

2014年
- 探險托里蘭托 -千年真寶-（手藝少女口袋）
- 東京ESP（黑井弧月[10]）
- 大家集合！法爾康學園（日语：みんな集まれ!ファルコム学園）（緹妲·拉賽爾[11]）
- RAIL WARS！（貝爾尼納[12]）
- 境界觸發者（嵐山佐補）
- ONE PIECE（芙拉帕）

2015年
- 俺物語!!（女學生2）
- 星光樂園（貓）
- 大家集合！法爾康學園SC（緹妲·拉賽爾）
- 名偵探柯南（永井咲子）
- 境界觸發者（夏目出穗）

2016年
- ONE PIECE（女將校）

2017年
- 偶像時間星光樂園（貓）
- 七龍珠超（庫斯）

2018年
- ONE PIECE（王子君）
- 爆釣王（日语：爆釣バーハンター）（長良川鮎[13]）

2019年
- 鬼太郎 (第6作)（沼御前[14]、愛野[15]、歌唱）

2021年
- 數碼寶貝大冒險：（露那獸）

### 電影動畫
2005年
- 劇場版 AIR（土豆）

2007年
- 時尚魔女♥Love and Berry：幸福的魔法（拉芙）

2008年
- 劇場版 鬼太郎 日本爆裂!!（貓女）
- 真救世主傳說 北斗神拳 拳四郎傳（日语：真救世主伝説 北斗の拳）（愛茉）

2009年
- 天上人與亞克托人最後的戰鬥（今村涼芽）

2011年
- （由紀）

2015年
- 劇場版 境界的彼方 －I'LL BE HERE－（神原彌生）

2016年
- 劇場版 星光樂園：大家的憧憬♪ 去吧☆星光巴黎（貓）

### OVA
2002年
- 捍衛者21（女學生A）

2003年
- 機動新撰組 萌之劍（朱雀）

2004年
- Re:甜心戰士（緋紅爪）

2005年
- 最終兵器彼女 Another love song（接線員女性）

2006年
- 教！（綾）

2007年
- 櫻花大戰 New York·紐約（日语：サクラ大戦 ニューヨーク・紐育）（隨從、芭絲特）

2008年
- 與哆啦A夢一起 與哆拉美一起辦得到嗎（シー）
- 幸運☆星OVA（原創等視覺與動畫）（小神晶）

2009年
- 異世界聖機師物語（拉碧絲·拉斯）

2011年
- 英雄傳說 空之軌跡 THE ANIMATION（緹妲·拉賽爾[16]）
- 怪物王女「孤島王女」（南久阿[17]）
- 日常「日常的0話」（博士）

2019年
- 鐵金剛少女NEO（地獄大元帥）

### 網路動畫
2013年
- 宫河家的空腹（小神晶）

2015年
- 美少女戰士Crystal（少年B）

### 遊戲
1997年
- 青澀之戀（山本琉璃香）

2000年
- 青澀之戀2（山本琉璃香）
- 戰鬥陀螺（大地）

2001年
- 召喚夜響曲2（米妮斯·曼恩）
- 青澀之戀 ～約束（山本琉璃香）

2002年
- 封神演義2（雷神子）
- Milky Season（日语：Milky Season）（立花真白）
- 約束之地（露莉）

2003年
- 鳶尾花物語（金矢真奈美）
- 召喚夜響曲3（米妮斯·曼恩）
- 交響曲傳奇（瑟蕾絲·維爾德）

2004年
- 空戰雄鷹：藍翼騎士（日语：エアフォースデルタ）
- 時尚魔女♥Love and Berry（拉芙）
- Sentimental Prelude（日语：センチメンタルプレリュード）（永瀨藍子）
- LoveSongs♪ADV 雙葉理保14歲 ～夏～（多喜川晶）

2005年
- 劍魂III（自創角色·少女2、露娜）

2006年
- 英雄傳說 空之軌跡FC（緹妲·拉賽爾）
- 英雄傳說 空之軌跡SC（緹妲·拉賽爾）
- SIMPLE2500系列 Portable!! Vol.2 THE 網球
- 對戰桌球DX（ガチャリン）
- 天外魔境ZIRIA ～遙遠的日本國～
- 大家一起鍛鍊吧 全腦training（日语：みんなで鍛える全脳トレーニング）（梅伊）

2007年
- 英雄傳說 空之軌跡 the 3rd（緹妲·拉賽爾）
- 鬼太郎妖怪大運動會（日语：ゲゲゲの鬼太郎 妖怪大運動会）（貓女）
- 少年陰陽師 歸天之翼（太陰）
- 超級機器人大戰OG ORIGINAL GENERATIONS（吾妻笑子、艾咪）
- 超級機器人大戰OG外傳（吾妻笑子、艾咪）
- 百合二重奏（垣之內雅）
- 戰爭幻想曲（日语：バトルファンタジア）（馬爾可〈劇情模式〉）
- 仙境故事 -Library of Fortune-（日语：まほろばStories）（托托）
- 幸運☆星之森（小神晶）
- 飄流幻境Online（妮娜）

2008年
- 天空之夢（日语：ソラユメ）（Halperia）
- 雙星物語（皮皮洛）[注 2]
- 雙星物語2（魯鄔、皮皮洛）
- 交響曲傳奇 -拉塔特斯克的騎士-（瑟蕾絲·維爾德）
- 魔喚精靈 Portable（提妲[18]）
- 幸運☆星 ～陵櫻學園 櫻藤祭～（小神晶）
- 符文工廠 未知大地（日语：ルーンファクトリー フロンティア）（坎蒂）
- Luminous Arc 2 Will（日语：ルミナスアーク2 ウィル）（百花香）

2009年
- 聖誕之吻（中多紗江、中多紗江的母親）
- 光明與黑暗續戰篇 羽翼（日语：シャイニング・フォース フェザー）（雷法）
- SKIP BEAT！華麗的挑戰（寶田瑪麗亞）
- 劍魂 Broken Destiny（原創角色）
- 天空之夢 攜帶版（Halperia）
- 末世巡禮 ～再見了月之廢墟～
- 小護被詛咒了！（日语：まもるクンは呪われてしまった!）（地獄谷風瑠瑠）
- 幸運☆星 網絡偶像大師（小神晶）
- 人中之龍3（霧江）

2010年
- 伊蘇vs.空之軌跡 Alternative Saga（緹妲·拉賽爾）
- 真·三國無雙 連袂出擊2（虞美人）

2011年
- Strobe☆Mania（速水撫子）
- 蠟筆小新：宇宙功夫!? 友情的笨蛋空手道!!（日语：クレヨンしんちゃん 宇宙DEアチョー!? 友情のおバカラテ!!）（凱特）
- 日常〈宇宙人〉（博士）
- 諾菈與時間工房 迷霧森林的魔女（艾爾西·克因）

2012年
- 解放之刃EXIV（日语：アンチェインブレイズ エクシヴ）（[19]）
- 未來日記 第13位日記持有者 RE:WRITE（上下竈[20]）
- （緹妲·拉賽爾）

2013年
- -Saki- 阿知賀篇 episode of side-A Portable（小走八重）
- 時空幻境 交響曲傳奇 同音包（日语：テイルズ オブ シンフォニア ユニゾナントパック）（瑟蕾絲·維爾德）

2014年
- 巴哈姆特之怒（米爾菲[21]）
- 超級英雄世代（雙子座Zodiarts／雙子座Nova）

2015年
- 英雄傳說 空之軌跡FC Evolution（緹妲·拉賽爾[22]）

2016年
- IRroid ～戀愛的有效邊界～（日语：IRroid）（綠優目[23]）
- 超級機器人大戰OG THE MOON DWELLERS（吾妻笑子）
- 鐵金剛少女Z ONLINE（地獄大元帥）

2017年
- 英雄傳說 閃之軌跡 III（緹妲·拉賽爾[24]）

2019年
- 機戰少女Alice（御茶之水美里江）

### 廣播劇CD
- 偶像大師relations 初回限定版 特典廣播劇CD 對決！偶像戰鬥俱樂部（東豪寺麗華）
- 魔塔大陸3 終結世界的少女詩歌 side 咲 ～After Story～（琳纳）
- 伊蘇vs.空之軌跡vs.VAN JOE（緹妲·拉賽爾）[注 3]
- 英雄傳說 空之軌跡 廣播劇CD系列（緹妲·拉賽爾）
  - ～離去的決意～
  - ～維繫的羈絆～
  - the 3rd ～靈魂的烙印～
  - 緹妲物語 ～相連的情感～
  - ～AC（Advanced Chapter）～
- 時空幻境 幻想傳奇 變裝迷宮（日语：テイルズ オブ ファンタジア なりきりダンジョン）
  - -太陽之章-（花之妖精）
  - -月之章-（亞米）
- 屋簷下的萌美眉（淺川惠里香）
- 我的執事王子 1－3（朝宮薰子）
- （久木）
- 少年陰陽師（太陰）
- 依戀你的指溫（女學生）
- 百合二重奏（垣之內雅）
- 大正野球娘。（月映靜）
- 變身123（三桐）
- （女學生）
- 睡不著CD系列（日语：眠れないCDシリーズ） Vol.4 （七宮伊織）
- 仰望半月的夜空 VOL.5（金子真奈美）
- 機器GIRL（日语：ひなどりGIRL）（蘆野菜穗）
- H+P -HimePara-（日语：H+P -ひめぱら-）（皮科）
- （英夕）
- 星色贈禮 角色歌曲&廣播劇CD（明戶美海）
- ] 音樂集（キーコ）
- 點點眉（マカポン）
- 無限邊疆EXCEED×超級機器人大戰OG傳奇 特別廣播劇CD「無限的扉繪」（日语：無限のフロンティア スーパーロボット大戦OGサーガ）（吾妻笑子）
- （大倉花梨）
- 幸運☆星相關
  - 曖昧網路達令（日语：曖昧ネットだーりん）（小神晶名義，與白石稔（白石稔）共同主唱，廣播節目《幸運☆頻道（日语：らっきー☆ちゃんねる）》主題曲。2007年7月25日）
  - 三十路岬（日语：三十路岬）（小神晶名義，電視動畫《幸運☆星》第16話片尾主題曲。2007年8月29日）
  - （小神晶）
  - 幸運☆星 廣播劇CD（完整廣播劇CD光碟）（小神晶）
  - 把愛找回來!!（日语：愛をとりもどせ!!）（小神晶名義，與白石稔以聲優組合「有頂天」共同主唱，《幸運☆星OVA》主題歌。2008年10月8日）
  - 宫河家的空腹CD Hyadain與前山田健一作曲的原聲帶 由負責劇本統籌的待田堂子另編撰新的原創故事 還收錄了未播出的廣播節目特別版單元（小神晶）
- 聖誕之吻相關
  - 聖誕之吻 廣播劇CDVol.4 「中多紗江」篇 ～～（2010年1月29日）
  - 聖誕之吻 角色歌曲vol.3  中多紗江 （2009年9月18日）
  - 只願你能看見（日语：アマガミSSキャラクター別エンディングテーマ#中多紗江「あなたしか見えない」）（中多紗江，電視動畫《聖誕之吻SS》第9話～第12話片尾主題曲。2010年9月15日）
- Pastel（加藤奈奈繪、古山貴實子、清水愛、白石涼子、日永田麻衣（日语：日永田麻衣）、增山鈴乃音）
- 日常角色歌曲 其之2 博士超喜歡的名乃 （博士，2011年7月6日）
- 電視動畫「動物朋友」廣播劇&角色歌曲專輯「Japari Café」（厚企鵝，2017年6月7日）

### 外語配音

#### 電影
- 瘋狂的塞西爾（英语：Cecil B. Demented）
- 何處是我家（雷吉娜·瑞第力希〈卡洛琳·伊克斯〉）

#### 動畫
- 大力士（英语：Hercules (1998 TV series)）（女性）

### 廣播節目
- 青澀之夜
- 歸來的青澀之夜（日语：帰ってきたセンチメンタルナイト）
- 只有青澀之夜2（日语：onlyセンチメンタルナイト2）
- （文化放送，2002年10月－2003年3月）
- Erendira放送局 Riviera電台（日语：エレンディア放送局 リヴィエラジオ）（音泉，2006年11月－2007年2月）
- 幸運☆頻道（日语：らっきー☆ちゃんねる）（關西電台、Lantis web radio（日语：ランティスウェブラジオ）：2007年1月5日－9月28日）
- 幸運☆頻道 -陵櫻學園放學後之機-（日语：らっきー☆ちゃんねる#らっきー☆ちゃんねる-陵桜学園放課後の机-）（關西電台、Lantis web radio：2007年10月5日－12月28日）
- 「怪」電台 ～周邊的妖怪～（日语：「怪」ラヂヲ〜妖怪の周辺〜）（TBS廣播：2007年11月3日－2008年3月29日）[注 4]
- 新幸運☆頻道（日语：らっきー☆ちゃんねる#新らっきー☆ちゃんねる）（關西電台、Lantis web radio：2008年1月4日－3月28日）
- 元祖幸運☆頻道（日语：/らっきー☆ちゃんねる#元祖らっきー☆ちゃんねる）（關西電台、Lantis web radio：2008年4月4日－6月27日）
- 豐田巧（日语：豊田巧）與今野宏美的鐵子DNA（HiBiKi Radio Station：2009年12月1日－2010年1月19日，全8回）
- 日常的電台（東雲研究所篇）（Lantis web radio：2011年2月25日－12月30日）

### 廣播劇
- （芥川橘紫）（音泉：2010年7月14日－8月25日）
- 青山二丁目劇場（日语：青山二丁目劇場）（猜拳最強決定戰單元旁白） （文化放送：2014年4月21日）

### 特攝影集
2001年
- 百獸戰隊牙吠連者（小雛鳥的聲音、小代的聲音）

2011年
- 假面騎士Fourze（黑暗悠木／雙子座Zodiarts的聲音）

### 電視出演
- （飾演吝嗇的情侶2）
- 幸運☆星（第16話、第17話、第21－23話片尾曲的外景拍攝）
- 金田朋子的說日本語也OK（日语：ザ☆ネットスター!#金田朋子の日本語でおk）（Net Star（日语：ザ☆ネットスター!）網路節目：2008年6月－12月）
- 幸運☆星OVA 原創等視覺與動畫（片尾曲）
- 幸運☆星 in 武道館 為你而唱（日语：らき☆すた in 武道館 あなたのためだから）
- CosCosPlayPlay（日语：コスコスプレプレ）（富士電視台TWO（日语：フジテレビTWO），第20回）

### 廣告
- 聖誕之吻SS 片尾主題曲廣告（中多紗江）

### 旁白

#### 電視節目
Kids Station
- Maggy審司（日语：マギー審司）的微笑魔術

富士電視台
- 敬請讓我好心提醒你！
- 好心提醒你！（日语：良かれと思って!）

其它電視台
- （TBS）
- （TOKYO MX）
- Update大學（日语：激レアさんを連れてきた。）（朝日電視台[注 5]）

#### 電視廣告
- 不二家COUNTRY MA'AM（日语：カントリーマアム）[來源請求]

### 其它
- 直到世界的盡 ItteQ！（外國人的日語配音）
- 第12回世界妖怪會議（日语：世界妖怪協会）（京都市右京區東映太秦電影村）：嘉賓出演
- StarChat.TV：不定期出演
- 角子機山佐（日语：山佐）的Bonus Game背景音樂：祭典達人 WIN醬的夏日祭典（日语：祭の達人 ウィンちゃんの夏祭り）、Pika Goro V（日语：ピカゴロウV）
- 角子機線上：（主要角色）
- 「Lemon Pie」廣告 聲演上下竈
- 千葉羅德海洋吉祥物 小玲的
- 聲優閒談
- 美聲時鐘2（日语：BIJIN%26Co.#美声時計2）
- 最終兵器彼女：方言監修
- 讓美少女來教你日本史（古代～近世)（小野都）

## 音樂作品

### 單曲
- （animate限定。2003年4月1日）
- （2003年9月13日）

### 專輯
- PASTEL☆PARTY（2003年12月3日）
- CD TWIN 兒童之歌 ～炎神戰隊轟音者～[注 6]（2008年6月18日）

## 腳註

## 外部連結
- 今野宏美｜青二Production （日語）
- 今野宏美 （页面存档备份，存于） （日語）—日本藝人名鑑（日语：日本タレント名鑑）
- 今野宏美 （页面存档备份，存于） （日語）—Talent Data Bank